# Abbazia del Cerreto
L'abbazia del Cerreto era un monastero cistercense posto nel territorio lodigiano, nell'attuale centro abitato di Abbadia Cerreto. Era dedicata ai Santi Pietro e Paolo.

## Storia
L'abbazia fu fondata nel 1084 dal conte Alberico da Cassino, come monastero benedettino.
Dopo essersi arricchita di donazioni e di incarichi relativi alla bonifica di terre attigue al monastero, nel 1139 l'abbazia fu ceduta da papa Innocenzo II ai cistercensi. A seguito di questa cessione, l'abbazia del Cerreto divenne una sussidiaria di quella di Chiaravalle.
Attorno alla metà del XII secolo si costruì la chiesa conventuale, dedicata a San Pietro.
Nel 1431 la gestione del complesso monastico del Cerreto passò in commenda fino al 1571.
A partire dal XVI secolo, a causa dello sviluppo del centro abitato circostante, la chiesa abbaziale assunse anche le funzioni di parrocchiale, dedicata all'Assunzione della Beata Vergine Maria.
L'abbazia fu soppressa in età napoleonica, nel 1798. La chiesa continuò a fungere da parrocchiale.

## Descrizione
Dell'antico complesso monastico restano oggi solamente la ex-chiesa abbaziale e tracce degli archi del chiostro.

### Esterni
Esternamente, la facciata si presenta con una facciata a salienti, introdotta da un pronao simmetrico nel quale un grande arco a tutto sesto è affiancato da trifore. Sia la facciata sia il pronao presentano decorazioni ad archetti pensili.
L'area della crociera è dominata da una torre nolare ottagonale, mentre un più semplice campanile si trova in prossimità della porzione posteriore destra della chiesa.

### Interni
Gli spazi interni sono divisi in tre navate d'ispirazione borgognona, scandite pilastri a linea mista che sorreggono volte a tutto sesto.
Il coro presenta stalli Settecenteschi, mentre una cappella nel transetto di sinistra ospita una Vergine col Bambino e Santi dipinta da Callisto Piazza.

### Testi di approfondimento
- Enrico Tamanini, La chiesa abbaziale di Abbadia Cerreto. Inaugurandosi il restauro della facciata del Tempio, Lodi, 1944, ISBN non esistente, SBN LO10819276.
- Brevi cenni storico-artistici della Abbazia cistercense di Abbadia Cerreto, Lodi, 1973, ISBN non esistente, SBN LO11483508.
- Consorzio del Lodigiano (a cura di), Il Cerreto e la sua Abbazia. 1084-1984, Lodi, 1984, ISBN non esistente, SBN LO10490636.
- Abbadia Cerreto. L'abbazia cistercense dei SS. Pietro e Paolo, Lodi, Azienda di promozione turistica del Lodigiano, 1990, ISBN non esistente, SBN LO11559944.